# Ice Cream for Crow
Ice Cream for Crow är ett musikalbum av Captain Beefheart och The Magic Band som lanserades 1982. Detta kom att bli Captain Beefhearts sista album innan han helt lade musikkarriären på hyllan. När han gästade Late Night with David Letterman 1982 sade han att titeln glass för kråkan representerade kontrasten mellan vit glass och en svart kråka. Albumet tog sig inte upp på Billboard 200-listan i USA, men listnoterades kort som #90 på UK Albums Chart i Storbritannien.
Skivomslagets framsida består av en målning av Captain Beefheart, samt ett foto på Beefheart taget av Anton Corbijn.

## Låtlista
Sida A
1. "Ice Cream for Crow" – 4:35
2. "The Host the Ghost the Most Holy-O" – 2:25
3. "Semi-Multicoloured Caucasian" – 4:20
4. "Hey Garland, I Dig Your Tweed Coat" – 3:13
5. "Evening Bell" – 2:00
6. "Cardboard Cutout Sundown" – 2:38

Sida B
1. "The Past Sure Is Tense" – 3:21
2. "Ink Mathematics" – 1:40
3. "The Witch Doctor Life" – 2:38
4. "'81 Poop Hatch" – 2:39
5. "The Thousandth and Tenth Day of the Human Totem Pole" – 5:42
6. "Skeleton Makes Good" – 2:18

(Alla låtar skrivna av Captain Beefheart d.v.s. Don Van Vliet)

## Medverkande
- Captain Beefheart (Don Van Vliet) – sång, munspel, sopransaxofon, gitarr, percussion

The Magic Band
- Jeff Moris Tepper – slidegitarr, akustisk gitarr
- Richard "Midnight Hatsize" Snyder – basgitarr, marimba, viola
- Gary Lucas – slidegitarr
- Cliff Martinez – trummor, percussion

Bidragande musiker
- Eric Drew Feldman – piano, synthesizer